# イギリス国鉄4形2-6-0蒸気機関車
イギリス国鉄4形2-6-0蒸気機関車（イギリスこくてつ4がた2-6-0じょうききかんしゃ）は、イギリス国鉄の蒸気機関車。ロバート・リドルの設計により、115両が製造された。

## 設計と建設
本形式はLMS 4形蒸気機関車の標準化されたバージョンであり、貨物列車ま丘陵地域における旅客列車用に製造されており、標準の75000クラスよりも小型だった。1947年に導入されたLMS 43000 Ivatt 2-6-0クラスに密接に基づいていたが、1952年にまだ製造されていた。76000クラスの最初の機関車は、最後の43000クラスの機関車が就役してからわずか3か月後の1952年12月にホーウィックとドンカスターの両方で完成した。ドンカスターの旧ロンドン・アンド・ノース・イースタン鉄道(LNER)の工場で設計され、同工場は115両の強力な本形式のうち、25両の製造も担当した。残りの90両はホーウィック工場とダービー工場が分担した。1957年10月に完成したイギリス国鉄標準蒸気機関車の最後の蒸気機関車である76114は、ドンカスターで建設された最後の蒸気機関車でもあった。イギリス国鉄において蒸気機関車は1968年まで使用されていたが、76000クラスはすべて前年までに廃止された。
本形式と同じ5フィート3インチ（1.600 m）の動輪を備えたイギリス国鉄3形2-6-2T蒸気機関車およびイギリス国鉄3形2-6-0蒸気機関車とは異なる設計の動輪を使用した。一方、この3形式はすべて同じシリンダーキャスティングを共有している。初期に製造されたエンジンのシリンダーカバーには、「ねじ込み」タイプの圧力リリーフバルブが取り付けられていた。1955年9月から、「ボルトオン」タイプの圧力リリーフバルブを組み込んだ更新用に改訂されたシリンダーカバーが導入された。本形式の基本的な寸法と機能は4-6-0ホイール配列（連結ホイール– 5フィート（ft）3インチ（in）、リーディングボギー– 3ft）、225 lbf / in2 BR7ボイラー、2つの外側シリンダー（直径17.5インチ、ストローク26インチ）はWalschaertsのバルブギア装置で作動し、総重量は59.75トン（エンジンのみ）、牽引力は24,170 lbf（BR 4MT）だった。クラスには、BR1B（7トン＆4725英国ガロン）、BR2（6トン＆3500英国ガロン）、およびBR2A（6トン＆3500英国ガロン）の3つの異なる炭水車のタイプがあった。

## 運用
本形式の軸重がわずか16トン（15 cwt）（37,500ポンドまたは17トン）であるため、入線できる線路規格は事実上無制限だった。西部を除くすべてのイギリス国鉄の地区にが配備された。ホーウィックで製造された20両の機関車（76005-76019）の最初のバッチのうち15両が南部地域に割り当てられた。他の5両はスコットランド地域に行った。17両（76053-76069）はドンカスターで製造され、BR1B 4,725ガロンの炭水車が取り付けられ、当初はレッドヒルとイーストリーに割り当てられていました。レッドヒルの10両は、1959年と1960年の最初の15両と同様の領域に移動した。
1962年には、東部地域から移管された後、さらに5両（ 76030-76034 ）が南部地域で採用された。これらの5両は、1953年にストラットフォードに割り当てられた後、ケンブリッジまたはノリッジ（4）ソープ（1）に移り、1961年にマーシュに移った。1962年にブライトンに移り、その後イーストリーまたはギルフォードに移った。

### 東部地域
本形式は2つの機関区で15台が使用された。5両は1953年に旧グレートイースタン地域でストラットフォードに配備され、残りの10台はニースデンのグレートセントラル機関区に配備された。1962年にディーゼル化によってストラトフォードの機関車は南部および西部地域に移され、ブライトンに移り、その後イーストリーまたはギルフォードに移った。ニースデン配属の本形式も移動した。東部の機関車の1つは76034号機関車で、タブレットキャッチャーが取り付けられていた。

### ミッドランド地域

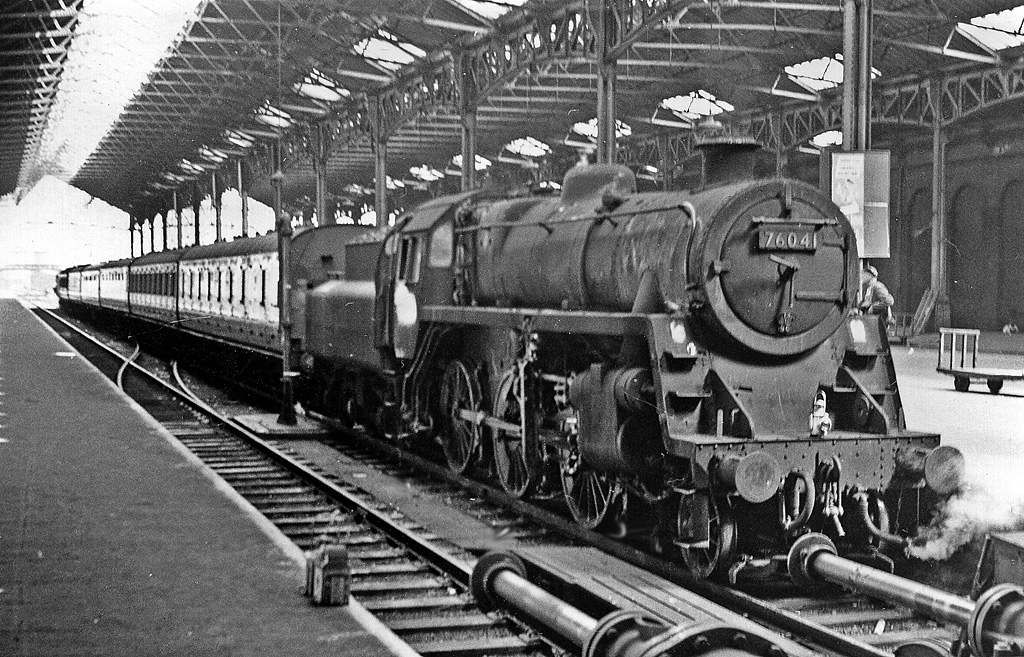
1961年にメリルボーン駅で76041

レスターに割り当てられたペアとは別に、ロンドンおよびミッドランド地区の15両の大部分は、リバプール、マンチェスター、プレストンなどの北部地域で稼動した。一部はノッティンガム地域に割り当てられ、グリムスビーからの16時45分の鮮魚列車の牽引をLMS 4F形蒸気機関車から引き継いだ。

### 北東地域

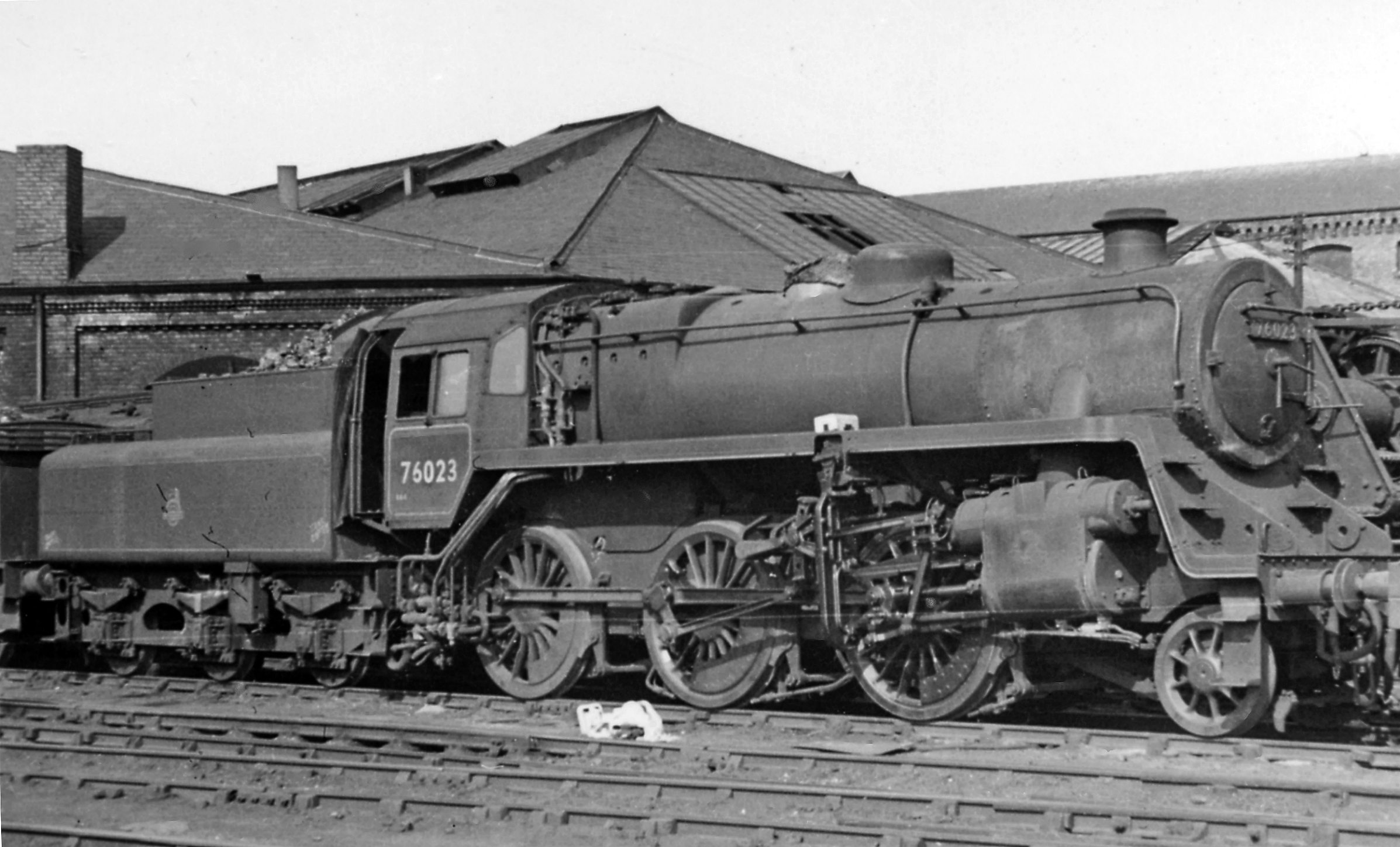
サンダーランドMPDの76023。

最初、北東地域にはダーリントン、ゲーツヘッド、ハル、サンダーランド、ヨークに13台が配属された。後に全車がカークビー・スティーブンかウェスト・オークランドのいずれかに集中し、高架橋の重量制限が厳しいステインモア線で貨物列車と旅客列車を担当した。イギリス国鉄2形2-6-0蒸気機関車と同様、モーガル（車輪配置 2-6-0）は本路線に適していた。石炭列車と旅客列車を牽引し、タインサイドからランカシャー海岸リゾートへの運用には常に起用された。

### スコットランド地域
35両がスコットランド地方に割り当てられ、カーライルとヘイウィック間のウェーバリー線で使用された。その他は、ダンフリースからストランラーまでの「ポートロード」に登場した。スコットランドの本機は主にエアシャーとグラスゴー周辺に集中しており、一時期コーカーヒルデポは本形式10両を擁する拠点だった。5両はアバディーンに配備され、3両はファイフのソーントンに配備された。

### 南部地域

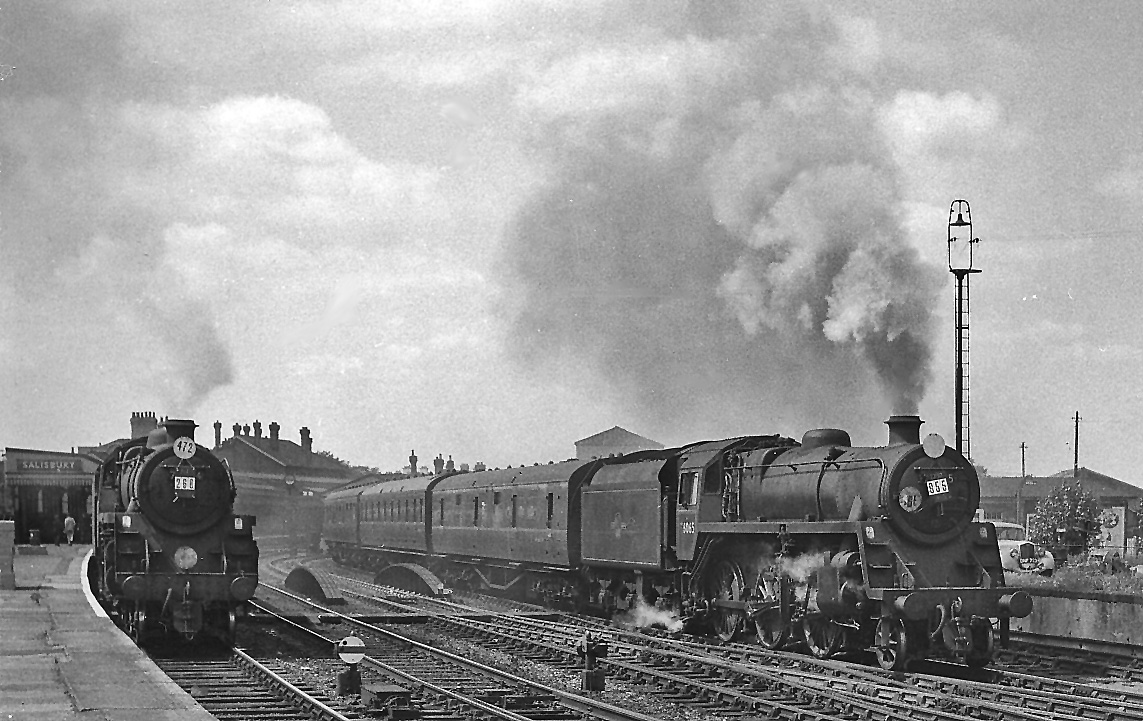
76064（左）および76065（右）および1963年のソールズベリー

南部地域では、イーストレイ、サウサンプトン、ボーンマスの周囲の狭い領域に集結し、配属された5つの地域の中でも最大の配属台数となった。ソールズベリーやボーンマスが中心だったがヨービルタウン、ドーチェスター、レッドヒル、ギルフォードにも出向いた。ポーツマス、カーディフ間、レディング、そしてスワネージ支線で使用された。本形式の最も有名な運用はロンドンのウォータールー駅からリミントンへのボートトレインだった。
「南部」での蒸気機関車末期の数年間は、数両の機関車がギルフォード機関区に配備され、その後ロンドン南西部のフェルサムの機関区に移った。イギリス国鉄1B形ハイサイド炭水車を装備した17両はすべて南部地域に割り当てられた。1B形の炭水車は、機関車よりも軸重が高かった。1965年7月以降に使用を中止され、最後の4両は1967年7月に廃車された。これらの機関車にはBR23,500ガロンの炭水車が装備されていました。
南部地域に割り当てられたエンジンの2番目のバッチは、イーストリーに割り当てられた5台の新しい機関車（76025-76029）で構成されていました。

## 廃車
| 年   | 運行開始年数 | 廃車年数 | 機関車番号 |
| ---- | ------------ | -------- | --- |
| 1964 | 115          | 7        | 76028–29/32/34/54/72/97. |
| 1965 | 108          | 14       | 76015/17/23/25/27/30/50/55–56/60/62/65, 76107/12.                                                                                     |
| 1966 | 94           | 56       | 76001/03–04/10–14/16/18–22/24/35/38/42–45/47/49/52–53/57/59/61/70–71/73–74/76/78/82–83/85–86/89–92/96/99, 76100–03/05–06/08–11/13–14. |
| 1967 | 38           | 37       | 76000/02/05–09/26/31/33/36–37/39–41/46/48/51/58/63–64/66–67/69/75/77/79–81/84/87–88/93–95/98, 76104.                                  |
| 1968 | 1            | 1        | 76068. |

## 事故
1954年9月23日、バンベリーからイーストリーまで貨物列車を牽引していた76017号が、ハンプシャー州のホイットチャーチタウン駅で信号をオーバーランした後、トラップポイントで脱線し堤防から転がり落ちた。
1957年12月、貨物列車を牽引していた76016号が、同州ウッドヘイ駅で信号をオーバーランし、トラップポイントで脱線した。
1960年2月12日、貨物列車を牽引していた76026号が、ホイットチャーチタウン駅で信号をオーバーランし、トラップポイントで脱線した。

## 保存
保存された4両はすべて、バリー島のWoodham Brothersスクラップヤードから復元された。
| 番号  | TOPS 番号 | 工場         | 製造年      | 廃車        | 稼働年数    | 保存鉄道                             | 塗装                         | 炭水車 | 状態 | 本線使用許可                                                  | 写真           |
| ----- | --------- | ------------ | ----------- | ----------- | ----------- | ------------------------------------ | ---------------------------- | ------ | --- | ------------------------------------------------------------- | -------------- |
| 76017 | -         | ホーウィック | 1953年 3月  | 1965年 7月  | 12年 1か月  | Watercress Line                      | BR Lined Black, Early Emblem | BR2A   | 車検の有効期限は2026年。ミッドハンツ鉄道所属。76017は6年にわたる全般検査の完了後、2016年7月に再び運行にもどった。20年ぶりに機関車が稼働したのはこれが初めてだった。 | No                                                            |                |
| 76077 | -         | ホーウィック | 1956年 12月 | 1967年 12月 | 11年        | Gloucestershire Warwickshire Railway | N/A                          | N/A    | 2018年、主要コンポーネントがラフバラに拠点を置く会社に移転した。以前はグロスターシャーおよびウォリックシャー蒸気鉄道で保管されていた。                              | No                                                            | 76077 at Barry |
| 76079 | 98476     | ホーウィック | 1957年 2月  | 1967年 12月 | 10年 10か月 | North Yorkshire Moors Railway        | BR Lined Black, Early Emblem | BR2A   | 機関車は全般検査後、2014年12月に復帰した。本線走行認定あり。車検の有効期限は2024年(本線は2021年)。NYMRに基づく運用で、Battersbyに譲渡された。                       | GrosmontからWhitbyおよびWhitbyからBattersbyのみ、2014〜2021年 |                |
| 76084 | 98484     | ホーウィック | 1957年 4月  | 1967年 12月 | 10年 8ヶ月  | North Norfolk Railway                | BR Lined Black, Early Emblem | BR2A   | 76084 Locomotive Company Limitedが所有している。機関車は、16年の修復の後、2013年夏に動態保存になった。本線走行認定あり。ボイラーチケットの有効期限は2023年。        | 2016 - 2023                                                   |                |

## サウンド
- 76079 Between Egton and Grosmont
- 76079 departing from Grosmont